# Няга, Адриан
Адриан Константин Няга (рум. Adrian Constantin Neaga; 4 июня 1979, Питешти, жудец Арджеш, Румыния) — румынский футболист и тренер. Выступал на позиции нападающего. Привлекался к матчам национальной сборной Румынии.
С 1997 года играл в команде «Арджеш». В 2001 году перешёл в «Стяуа», куда затем ещё дважды возвращался. В общей сложности в бухарестской команде провёл 112 матчей, забил 30 голов. Становился победителем (2004/05) и серебряным призёром (2002/03, 2003/04, 2007/08) чемпионата Румынии, лучшим бомбардиром команды в сезоне 2003/04. С 2005 по 2007 годы играл в Корее в составе «Чоннам Дрэгонз» и «Соннам Ильва Чунма». Со второй командой становился победителем (2006) и серебряным призёром (2007) К-лиги. Период с 2009 по 2010 провёл в Азербайджане, играя за «Нефтчи». В 2010 году также выступал в командах «Униря» (Урзичени) и «Волынь» (Луцк, Украина). Завершил карьеру в 2013 году во втором дивизионе в команде «Миовени».
С 2013 года — на тренерской работе. Начинал в клубе 4-го дивизиона «Басков», затем тренировал команды третьего дивизиона — «Атлетик» (Браду) и «Урбан Титу».

## Игровая карьера
До 1997 года учился в академии «Арджеш» из родного города Питешти, после чего подписал профессиональный контракт с командой. В чемпионате Румынии дебютировал 1 апреля 1998 в игре против команды «Глория» (Бистрица). В нападении «Арджеша» играл Адриан Муту, поэтому Няга в первых двух сезонах сыграл всего 5 матчей, после чего был отдан в аренду в соседнюю «Дачию». После ухода Муту и возвращения из аренды Няга стал игроком основного состава, сыграв в следующих двух сезонах по 22 и 25 матчей соответственно.
В 2001 году нападающий был приглашён в «Стяуа». 
К моменту переезда в Бухарест, Няга считался одним из самых талантливых игроков чемпионата Румынии. В столице его жизнь резко изменилась. Он стал больше времени уделять ночной жизни города чем футболу. После двух посредственных лет с «Стяуа», он был отдан в аравийский «Аль-Наср», где вдали от друзей и семьи под присмотром тренера Мирчи Редника Няга стал постепенно возвращать былую форму.
В «Стяуа» Няга вернулся «другим игроком». В чемпионате 2003/04 он выдал серию из 13 голов в 15 играх, став лучшим бомбардиром команды. В следующем сезоне нападающий забил 6 голов в 15 стартовых матчах чемпионата, а в Кубке УЕФА — 5 голов в 8 играх.
Вместе с командой стал победителем чемпионата Румынии сезона 2004/05.
В феврале 2005 года за 1,5 млн. долларов был продан в корейский клуб «Чоннам Дрэгонз». Выступая за «драконов», занимал третье место в списке бомбардиров чемпионата, был включён в сборную сезона К-лиги. Через полтора года перешёл в команду «Соннам Ильва Чунма», с которой становился чемпионом Кореи и дебютировал в азиатской Лиге чемпионов.
Летом 2007 года Няга вернулся в «Стяуа». Его контракт был выкуплен за 1,0 млн. долларов, 200 тыс. из которых заплатил сам футболист, а 800 — румынский клуб. В этот раз пробыл в команде чуть более сезона. В чемпионате Румынии занял второе место. Участвовал в матчах группового турнира Лиги чемпионов. Из-за разногласий с тренером некоторое время играл в дубле.
В период с 2009 по 2010 годы играл в азербайджанском «Нефтчи». В 2010 году вернулся на родину, подписав контракт с клубом «Униря» (Урзичени). С командой стал серебряным призёром чемпионата 2009/10 и сыграл в матче за Суперкубок 2010 года, в котором «Униря» уступила команде ЧФР (в основное время 2:2, по пенальти 2:0). После того как «Униря» уступила российскому «Зениту» в квалификации Лиги Чемпионов и хорватскому «Хайдуку» в квалификации Лиги Европы, президент клуба решил распустить команду ввиду финансовых проблем и набрать молодых воспитанников клуба.
В начале сентября 2010 года Няга и его одноклубник Сорин Параскив перешёл в украинскую в «Волынь». В украинской Премьер-лиге Няга дебютировал 10 сентября 2010 года в домашнем матче против клуба ПФК «Севастополь», который завершился победой волынян 1:0.
Летом 2011 года вернулся в Румынию в клуб «Миовени», где и завершил карьеру. Последний матч сыграл 18 мая 2012 года против команды «Воинта» (Сибиу).

### Карьера в сборной
В сборной Румынии дебютировал 5 декабря 2000 года в товарищеском матче против сборной Алжира, который завершился поражением 2:3. Всего за сборную Няга провел 6 матчей, последний из которых в 2004 году. Перестал вызываться из-за переезда в Корею, где не мог быть на виду у тренеров сборной.

## Тренерская карьера
Тренерскую карьеру начинал в весной 2013 года в команде 4 дивизиона «Басков» из одноимённой коммуны. В декабре 2013 года подписал контракт с «Атлетиком» (Браду) из 3 лиги. С июля 2014 года в той же лиге тренирует «Урбан Титу».